# Discothèque (chanson)
Pour l’article homonyme, voir Discothèque.
Singles de U2
Miss Sarajevo
(1995) Staring at the Sun
(1997)
Discothèque est le premier single et la première piste de l'album Pop du groupe de rock irlandais  U2. Il est sorti le 3 février 1997 sous le label Island Records. Le morceau est produit par l'Anglais Flood. C'est une chanson aux influences multiples :  Indie dance, techno et alternative rock. Discothèque s'est classée no 1 au Royaume Uni et 10e aux États-Unis. Durant le PopMart Tour, elle est toujours interprétée lors du premier rappel, après que le groupe soit sorti d'un citron géant.

## Le morceau
Premier single de l'album Pop, Discothèque est aussi la première salve de la brève intrusion de U2 dans la musique électronique, à la fin des années 90. La chanson - que Bono décrit comme « une petite charade sérieuse sur l'amour... derrière ses faux airs salaces » - s'appuie sur une sonorité techno tranchante et une vidéo où le groupe est habillé comme les membres de Village People. C'est la première chanson de U2 qui fuite sur le net et par conséquent voit la date de sa sortie officielle avancée.

## Thématique
Certains racontent que Discothèque parle de la drogue. Personne ne va les contredire, mais en fait le sujet de ce morceau est quelque chose de bien plus simple et de plus compliqué à la fois. Son sujet, ce sont les plaisirs de la chair. Et les désirs du cœur. On pourrait dire que c'est un titre aussi honnête qu'on peut l'être. « Simplement, U2, sait mieux le cacher maintenant », explique Bono.

## Accueil commercial
La chanson est certifiée disque d'or aux États-Unis et disque d'argent au Royaume-Uni.

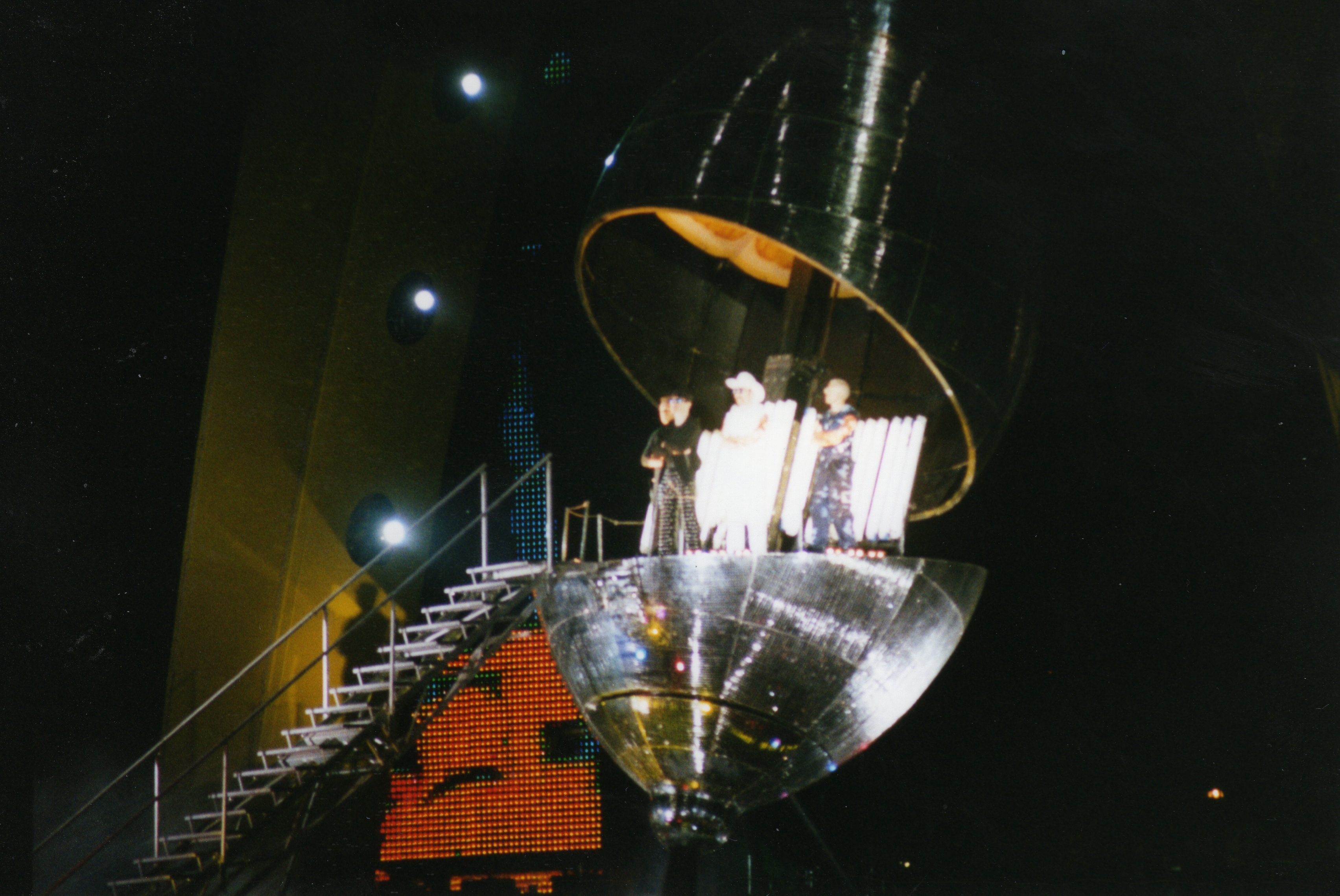
Durant les concerts du PopMart Tour (ici à Belfast le 26 août 1997), U2 sort d'un citron géant et descend les escaliers pour interpréter Discothèque sur la scène centrale.

## Clip
Le clip a été réalisé par Stéphane Sednaoui. Le groupe y interprète la chanson à l'intérieur d'une boule à facettes et ses membres sont déguisés en Village People.

## Classements
| Pays                                    | Positions |
| --------------------------------------- | --------- |
| Allemagne (Media Control AG)            | 9         |
| Australie (ARIA)                        | 3         |
| Autriche (Ö3 Austria Top 40)            | 9         |
| Belgique (Flandre Ultratop 50 Singles)  | 14        |
| Belgique (Wallonie Ultratop 50 Singles) | 5         |
| Canada (Canadian Singles Chart)         | 1         |
| États-Unis (Billboard Hot 100)          | 10        |
| Finlande (Suomen virallinen lista)      | 1         |
| France (SNEP)                           | 12        |
| Irlande (Irish Singles Chart)           | 1         |
| Italie (FIMI)                           | 1         |
| Norvège (VG-lista)                      | 1         |
| Nouvelle-Zélande (RMNZ)                 | 1         |
| Pays-Bas (Nederlandse Top 40)           | 6         |
| Royaume-Uni (UK Singles Chart)          | 1         |
| Suède (Sverigetopplistan)               | 2         |
| Suisse (Schweizer Hitparade)            | 6         |